# Onaanzienlijke satijnzwam
De onaanzienlijke satijnzwam (Entoloma occultipigmentatum) is een schimmel behorend tot de familie Entolomataceae. Hij leeft saprotroof, in graslanden op vrij droge, zand- of kleigrond (wegbermen en dijkhellingen).

## Kenmerken

### Uiterlijke kenmerken
Hoed
De hoed heeft een diameter van 25-48 mm. De vorm is conisch-convex die uiteindelijk plat wordt met onregelmatige golven, soms licht gewelfd of licht gedepresseerd. De rand is opgerold, en de hoed is sterk hygrofaan, donkergrijs-bruin als het vochtig is, met een iets lichtere rand, tot de helft van de straal en meer gestreept, en wordt bleker als het droog is.
Lamellen
De lamellen zijn adnate of ingesneden, buikig, vuilgrijs en worden uiteindelijk grijs-roze. 
Steel
De steel is cilindrisch, 30-60 × 2,6-6 mm, hol, recht of gebogen, bleek grijs-bruin, sterk zilvergestreept, en tomentose (harig) aan de basis. Het vlees in de hoed is membraanachtig en stevig, in de steel is het gespleten en bros, met een concolore oppervlakte. 
Geur
De geur en smaak zijn meelachtig.

### Microscopische kenmerken
De sporen zijn subisodiametrisch en 4-6-hoekig in zijaanzicht en meten (7,4—) 7,6—9,4 (—9,6) × (6,4—) 6,9—8,1 (—8,6) µm. De basidia meten zijn breed knotsvormig, 4-sporig en meten 28,7—41 × 8,4-14 micrometer. Er zijn geen cystiden aanwezig. De hyfen in de lamellaire trama zijn zeer lang, tot 500 micrometer of meer, en tot 27 micrometer breed. De pileipellis is een iets gedifferentieerde cutis van cilindrische hyfen van 3—7(—11) micrometer breed. De pileitrama is subregelmatig, bestaande uit subcilindrische elementen. Het pigment lijkt waarschijnlijk gelijkmatig verdeeld in zowel de pileipellis als de pileitrama, mogelijk intracellulair in de pileipellis. gespen zijn aanwezig aan de basis van de basidia en zeer zeldzaam in de trama.

## Verspreiding
In Nederland komt de onaanzienlijke satijnzwam zeldzaam voor.